# Courcelles-lès-Gisors
Courcelles-lès-Gisors é uma comuna francesa na região administrativa de Altos da França, no departamento de Oise. Estende-se por uma área de 6,92 km². Em 2010 a comuna tinha 836 habitantes (densidade: 120,8 hab./km²).